# Hannes Löhr
Hannes Löhr (Eitorf, 1942. július 5. – Köln, 2016. február 29.) Európa-bajnok (1972) nyugatnémet válogatott német labdarúgó és edző. Az NSZK válogatottjában 20 alkalommal szerepelt. Pályafutása jelentős részét egyetlen klubban, az 1. FC Köln-ben töltötte.

## Pályafutása

### Klubcsapatban
Pályafutását az SV Eitorf 09 (1951–1962) és a Sportfreunde Saarbrücken (1962–1963) utánpótláscsapataiban kezdte. Az 1963–1964-es szezonban a Saarbrücken felnőtt csapatában is szerepelt. 1964-ben került a Kölnhöz, ahol egészen 1978-is, pályafutása végéig játszott. A Köln színeiben megnyerte a Bundesligát (1970–1971) és háromszor a német kupát (1968, 1977, 1978). Összesen 381 mérkőzésen szerepelt a Kölnben és 166 gólt szerzett.

### A válogatottban
Az NSZK válogatottjában 1967-ben mutatkozott be. Részt vett az 1970-es világbajnokságon és tagja volt az 1972-es Európa-bajnokságon győztes válogatottnak. 1968–1972 között összesen 20 alkalommal szerepelt a nemzeti csapatban és 5 gólt szerzett.

### Edzőként
Miután befejezte az aktív játékot edzősködésbe kezdett. 1983–1986 között korábbi klubcsapatának a Kölnnek volt a vezetőedzője. 1986–2002 között hosszú idő keresztül a német U21-es válogatottat irányította. Legjobb eredménye egy bronzérem az 1988. évi nyári olimpiai játékokról.

## Sikerei, díjai

### Játékosként
1. FC Köln
Bundesliga
- bajnok: 1977–78

Nyugatnémet kupa
- Győztes: 1967–68, 1976–77, 1977–78

NSZK
Európa-bajnokság
- aranyérmes: 1972, Belgium

Világbajnokság
- bronzérmes: 1970, Mexikó

### Edzőként
NSZK
Olimpiai játékok
- bronzérmes: 1988, Szöul